# ソマリランド軍
ソマリランド軍（ソマリ語: Ciidanka Qaranka Somaliland）はソマリランドの軍隊。陸軍と海軍で構成されており、空軍は存在しない。
ソマリランド警察も内務省警備隊の一部であり、補助軍事力である。軍は、最高司令官であるムセ・ビヒ・アブディ大統領の指揮下にある。防衛大臣のアブディカニ・モハメド・アートアイが軍を監督する。
ソマリランド軍には126両の戦車、101両の装甲戦闘車両、24門のロケット砲、10門の大砲があり、29,000人の兵士がいる。ソマリランド警察には99台のパトカーおよびその他の車両があり、22,000人の警官がいる。ソマリランド海軍に40隻の巡視艇と13隻の巡視船があり、1,000人の海軍兵士がいる。
ソマリランドは、3億5000万ドルの国家予算の3分の1を軍隊に費やしており、これは政府の最大の支出である。ソマリアへの国連の武器禁輸により、この国は武器を調達できない。

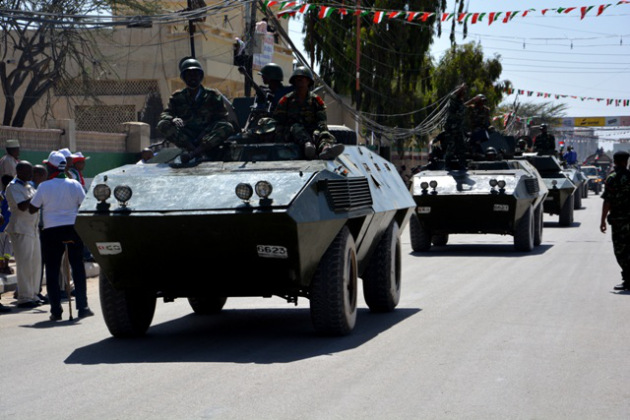
ソマリランド装甲車

## 司令官
| 名前                           | 就任           | 退任           | 注記 |
| ------------------------------ | -------------- | -------------- | ---- |
| ヌー・イスマイル・タニ         | 2003年12月2日  | 2011年12月11日 | 免職 |
| モハメド・ハサン・アブドラヒ   | 2011年12月11日 | 2012年2月11日  |      |
| イスマイル・モハメド・オスマン | 2012年2月11日  | 2016年8月25日  |      |
| ヌー・イスマイル・タニ         | 2016年8月15日  | 2025年1月23日  |      |
| ニムカーン・ユスフ・オスマン   | 2025年1月23日  |                |      |

## 陸軍

### 人員
ソマリランド陸軍は、正式な階級構造なしで長期間活動してきた。しかし、2012年12月、ソマリランド国防省は指揮系統を導入して、2013年1月までに実施されると発表した。

### 装備
1990年に当時のソマリアの支配者であるシアド・バーレが追放されたとき、ソマリランドは現在のソマリランド領土内にあった武器、装備、施設を継承した。

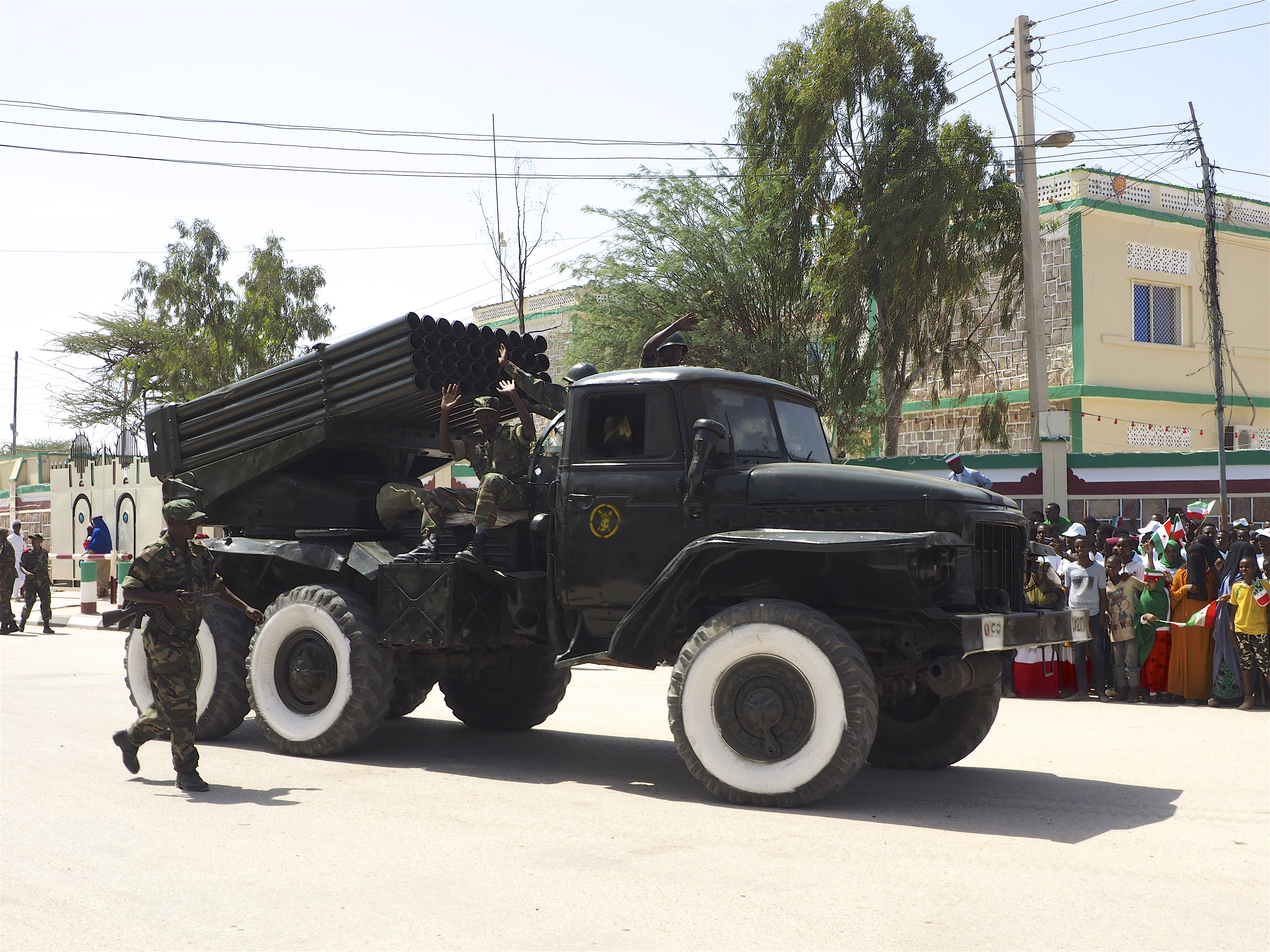
BM-21多連装ロケット砲

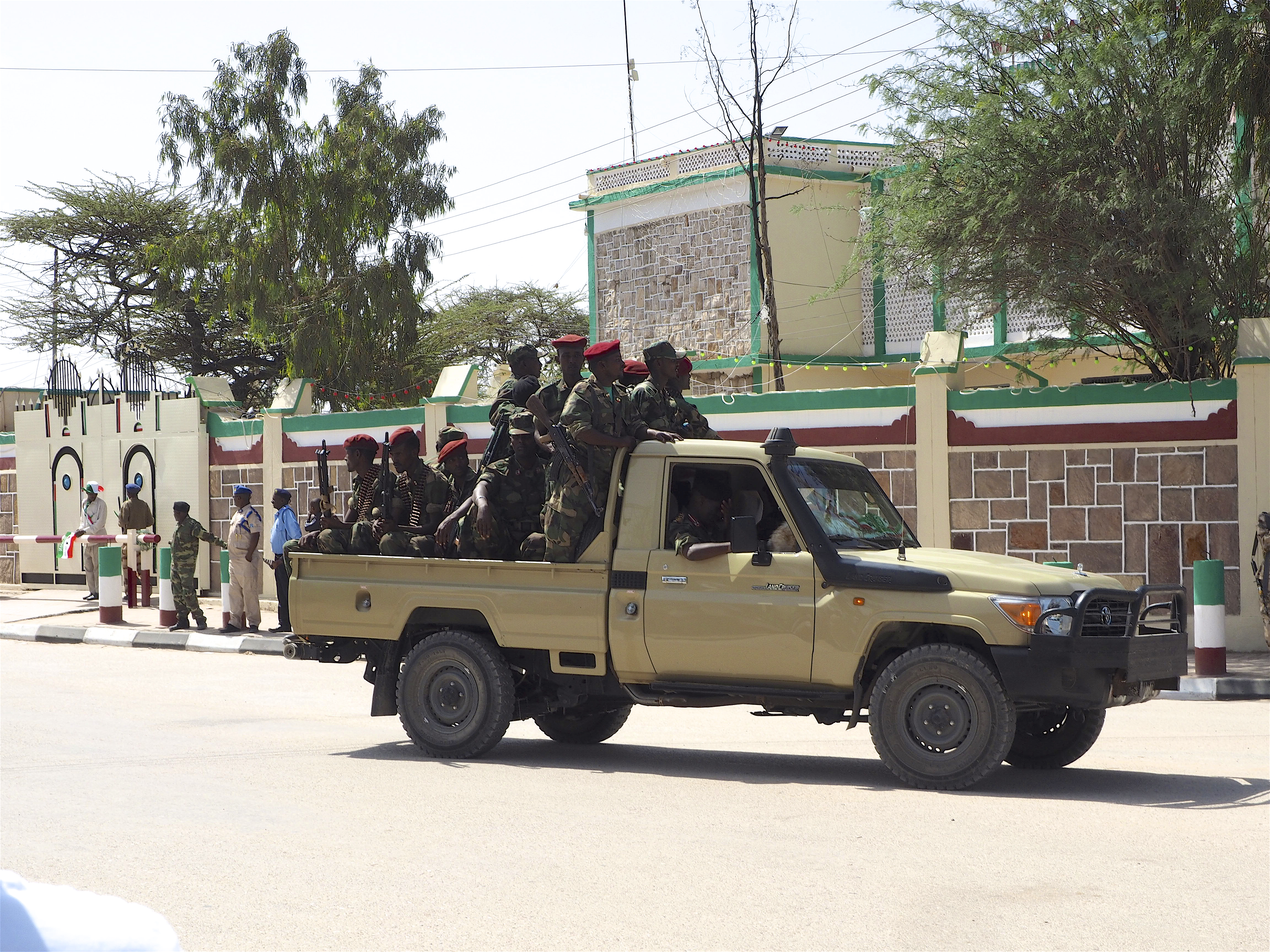
ソマリランド陸軍のトラック

ソマリランドの独立は国際的に認められておらず、ソマリアの一部と見なされているため、国連による対ソマリア武器禁輸の影響で武器の購入ができない。その結果、ソマリランド軍は古い装備の修理と改造に依存している。また、エチオピアとイエメンから夜陰に紛れて武器がベルベラ港に運ばれてきているとの主張もある。
ソマリランド正規兵は、SKSカービン銃と各種のAK-47系列の銃を所持しているのが目撃されている。
さらに、ソマリランド軍は保有数がはっきりしない以下の装備を運用している。
- BM-21 移動式ロケット砲（100-200）
- BGM-71TOW 対戦車誘導ミサイル
- BTR-50 水陸両用式装甲兵員輸送車
- T-34 中戦車（数十？）
- T-55 主力戦車（85）

## 海軍
ソマリランド海軍（ソマリ語: Ciidanka Bada ee Somaliland）は2009年に設立された。海軍の司令部は港湾都市ベルベラにある。ソマリランド海軍を訓練する外国人ダイバーが運営するダイビングセンターもそこにある。海軍は、銃を搭載した小型のスピードボートを運用している。その多くは、海賊と戦うために英国からの援助で受け取ったものである。